# Véra Belmont
Pour les articles homonymes, voir Belmont.
Hélène Gutemberg, dite Véra Belmont, est une réalisatrice, scénariste, productrice et actrice française, née le 17 novembre 1932 à Paris.

## Biographie

### Famille
Fille de Biélorusses immigrés car juifs et communistes, elle épouse Joël Holmès, dont elle divorce après qu'ils ont eu un enfant. Elle se marie ensuite avec Jean-Marie Estève.

### Carrière
Elle a été membre du jury au festival du film de Venise en 1997.

## Filmographie

### Réalisation
- 1975 : Les Œillets rouges d'avril
- 1979 : Prisonniers de Mao
- 1985 : Rouge Baiser
- 1991 : Milena
- 1997 : Marquise
- 2008 : Survivre avec les loups
- 2022 : Les Secrets de mon père

### Production
- 1960 : Ça va être ta fête de Pierre Montazel
- 1966 : Les Ruses du diable de Paul Vecchiali
- 1967 : Le Crime de David Levinstein d'André Charpak
- 1967 : La Loi du survivant de José Giovanni
- 1968 : Les Jeunes Loups de Marcel Carné
- 1969 : L'Enfance nue de Maurice Pialat
- 1969 : Money-Money de José Varela
- 1970 : Quatre Hommes aux poings nus de Robert Topart
- 1970 : Un condé d’Yves Boisset
- 1970 : La Faute de l'abbé Mouret de Georges Franju
- 1972 : Les Petits Enfants d'Attila de Jean-Pierre Bastid
- 1972 : Le Soldat Laforêt de Guy Cavagnac
- 1972 : Faire la déménageuse de José Varela
- 1973 : Le Mariage à la mode de Michel Mardore
- 1973 : Député 73 de Jean-Paul Savignac
- 1973 : Lo Païs de Gérard Guérin
- 1973 : Pourquoi Israël de Claude Lanzmann
- 1974 : Dorothea de Peter Fleischmann
- 1974 : Femmes Femmes de Paul Vecchiali
- 1975 : À cause de l'homme à la voiture blanche de Jean Rougeul
- 1975 : La Route de Jean-François Bizot
- 1975 : Dehors-dedans d'Alain Fleischer
- 1975 : La Faille de Peter Fleischmann
- 1975 : Souvenirs d'en France d’André Téchiné
- 1976 : Le Jardin des supplices, de Christian Gion
- 1977 : Les Loulous de Patrick Cabouat
- 1978 : La Jument vapeur de Joyce Buñuel
- 1979 : La Guerre des polices de Robin Davis
- 1979 : Prisonniers de Mao de Véra Belmont
- 1980 : La Petite Sirène de Roger Andrieux
- 1980 : Tendres Cousines de David Hamilton
- 1980 : Les Charlots contre Dracula de Jean-Pierre Desagnat
- 1981 : La Guerre du feu de Jean-Jacques Annaud
- 1982 : Légitime Violence de Serge Leroy
- 1983 : Les Mots pour le dire de José Pinheiro
- 1983 : Brûler les planches de Gabriel Garran
- 1985 : Diesel de Robert Kramer
- 1985 : Rouge Baiser de Véra Belmont
- 1985 : Bayan ko de Lino Brocka
- 1986 : Rosa la rose, fille publique de Paul Vecchiali
- 1987 : Fucking Fernand de Gérard Mordillat
- 1987 : La vie est belle de Benoît Lamy et Mwezé Ngangura
- 1989 : Cher frangin de Gérard Mordillat
- 1990 : La Guerre des nerfs (Eminent Domain) de John Irvin
- 1991 : Milena de Véra Belmont
- 1992 : Ben Rock de Richard Raynal
- 1994 : Farinelli de Gérard Corbiau
- 1997 : La Trêve de Francesco Rosi
- 1997 : Marquise de Véra Belmont
- 1999 : Paddy de Gérard Mordillat
- 2001 : Les Inséparables de Thierry Redler (téléfilm)
- 2002 : Marie Marmaille de Jean-Louis Bertuccelli (téléfilm)
- 2002 : La Surface de séparation de Bernard Favre (téléfilm)
- 2005 : Chok-Dee de Xavier Durringer
- 2006 : Le Caïman (Il Caimano) de Nanni Moretti
- 2007 : Survivre avec les loups de Véra Belmont
- 2013 : Le Grand Retournement de Gérard Mordillat
- 2013 : Kiss the Frog de Kevin Dole
- 2016 : Venise sous la neige d'Elliott Covrigaru

### Scénario
- 1982 : Légitime Violence de Serge Leroy
- 1985 : Rouge Baiser de Véra Belmont
- 1987 : Fucking Fernand de Gérard Mordillat
- 1991 : Milena de Véra Belmont
- 1997 : Marquise de Véra Belmont
- 2005 : Chok-Dee de Xavier Durringer
- 2007 : Survivre avec les loups de Véra Belmont

### Actrice

#### Cinéma
- 1959 : Bal de nuit de Maurice Cloche
- 1960 : La Ligne de mire de Jean-Daniel Pollet

#### Télévision
- 1959 : La caméra explore le temps, épisode : La Citoyenne Villirouët de Guy Lessertisseur
- 1960 : Les Cinq Dernières Minutes (épisode 15, saison 1 : Un poing final) de Claude Loursais

## Théâtre
Comme comédienne :
- 1956 : La Putain respectueuse de Jean-Paul Sartre, mise en scène Jean Dasté, Comédie de Saint-Étienne, théâtre des Célestins
- 1956 : Le Bal des voleurs de Jean Anouilh, mise en scène Gérard Guillaumat, Comédie de Saint-Étienne, théâtre des Célestins
- 1957 : Amphitryon 57 d'Herbert Le Porrier, mise en scène Gabriel Garran, théâtre de Lutèce
- 1961 : La Rose et la couronne de John Boynton Priestley, mise en scène Claude Vernick, théâtre d'Essai
- 1962 : L'Étoile devient rouge de Seán O'Casey, mise en scène Gabriel Garran, théâtre de la Commune, théâtre Récamier
- 1962 : Baby foot de Robert Soulat, mise en scène Gabriel Garran, théâtre de Poche Montparnasse

## Publication
- Véra Belmont et Anne-Marie Philipe, L'Hirondelle du faubourg : entretiens, Paris, Éditions Stock, 2009, 216 p. (ISBN 978-2-234-06186-6)

## Distinctions

### Récompenses
- 1982 : César du meilleur film pour La Guerre du feu[3]
- 1982 : Saturn Award du meilleur film international pour La Guerre du feu
- 1995 : Golden Globe du meilleur film en langue étrangère pour Farinelli

### Nominations
- 1982 : Golden Globe du meilleur film en langue étrangère pour La Guerre du feu[réf. nécessaire]
- 1982 : Prix Génie du meilleur film pour La Guerre du feu[réf. nécessaire]
- 1995 : Oscar du meilleur film en langue étrangère pour Farinelli[réf. nécessaire]